# جی‌تی‌پی‌آز
جی‌تی‌پی‌آزها (انگلیسی: GTPases؛ تلفظ انگلیسی: جی‌تی‌پی اِیزِس) گروه بزرگی از آنزیم‌های هیدرولاز هستند که قادرند به گوانوزین تری‌فسفات متصل شده و آنرا هیدرولیز کنند. این عمل در دومین پروتئینی «G» که در تمامی این آنزیم‌ها مشترک است، رخ می‌دهد.

## عملکرد
این آنزیم‌ها در موارد زیر نقش مهمی ایفا می‌کنند:
- ترارسانی پیام در دومین تراغشایی گیرنده‌های جفت‌شونده با پروتئین جی که در تشخیص بو، مزه و نور دخالت دارند.
- زیست‌ساخت پروتئین (از جمله ترجمه) در ریبوزوم
- کنترل و تمایز در تقسیم سلولی
- حمل‌ونقل پروتئین از خلال غشاء سلول
- انتقال وزیکول‌ها در درون سلول (جی‌تی‌پی‌آزها در ساخت پوشش وزیکولی نقش دارند)

## مکانیسم
هیدرولیزِ گاما فسفات در گوانوزین تری‌فسفات (GTP) و تبدیلش به گوانوزین دی‌فسفات (GDP) و فسفر (Pi) از طریق مکانیسم SN2 و با استفاده از یک «وضعیت واسط پنتاوالان» انجام می‌شود. (مراجعه به: جانشینی هسته‌دوستی). انجام این واکنش وابسته به یون منیزیم (Mg2+) است.